# Cricetulus barabensis
Espèce
Statut de conservation UICN

 LC  : Préoccupation mineure
Cricetulus barabensis est une espèce de hamster nain à queue longue, comme tous les membres du genre Cricetulus. Le Hamster de Chine (Cricetulus griseus) est considéré par de nombreux auteurs comme étant une sous-espèce de celle-ci. 
Un adulte pèse 16.7 - 31,0 g., mesure 74.2 - 103,6 mm. et a une queue de 21 - 36 mm.
Il vit dans le nord de l'Asie, du sud de la Sibérie jusqu'à la Mongolie et au nord-est de la chine jusqu'au nord de la Corée. 